# Aeque principaliter
Aeque principaliter (traduzione: "ugualmente importanti") è un'espressione latina usata dalla Santa Sede per indicare l'unione di due o più diocesi.
L'unione aeque principaliter si distingue in genere da quella in persona episcopi perché viene sancita da una bolla pontificia, mentre l'unione in persona episcopi si forma con la semplice nomina del vescovo. Spesso si è arrivati all'unione di più diocesi aeque principaliter dopo che le stesse erano state precedentemente unite in persona episcopi.
L'espressione, in uso da tempo nella Chiesa cattolica, fu codificata nel Codice Piano Benedettino del 1917, nel canone 339 §5: «Licet Episcopus duas vel plures dioeceses aeque principaliter unitas regat».
Raro è il caso in cui, dopo l'unione, le sedi diocesane conservino disparità di importanza. Un esempio fu l'unione tra le diocesi di San Marco Argentano e di Bisignano, stabilita il 27 giugno 1818 dalla bolla De utiliori di papa Pio VII: San Marco Argentano divenne sede di concattedrale.

## Esempi di diocesi uniteaeque principaliter

### In passato
- Diocesi di Atri unita aeque principaliter alla diocesi di Penne (dal 15 marzo 1252 al 1º luglio 1949)
- Diocesi di Frigento unita aeque principaliter alla diocesi di Avellino (dal 9 maggio 1466 al 27 giugno 1818)
- Diocesi di Prato unita aeque principaliter alla diocesi di Pistoia (dal 22 settembre 1653 al 25 gennaio 1954)
- Arcidiocesi di Monreale unita aeque principaliter all'arcidiocesi di Palermo (dal 7 luglio 1775 al 2 marzo 1802)[3]
- Diocesi di Bitonto unita aeque principaliter alla diocesi di Ruvo (dal 27 giugno 1818 al 30 settembre 1982)
- Diocesi di Brugnato unita aeque principaliter alla diocesi di Luni-Sarzana (dal 2 ottobre 1820 al 30 settembre 1986)
- Diocesi di Lugano unita aeque principaliter alla diocesi di Basilea (dal 7 settembre 1888 all'8 marzo 1971)
- Diocesi di Cervia unita aeque principaliter all'arcidiocesi di Ravenna (dal 22 febbraio 1947 al 30 settembre 1986)

### Oggi
- Diocesi di San Giovanni di Moriana e diocesi di Tarantasia, due sedi unite aeque principaliter all'arcidiocesi di Chambéry, dal 26 aprile 1966
- Diocesi di Tudela unita aeque principaliter all'arcidiocesi di Pamplona, dall'11 agosto 1984
- Diocesi di Teruel e Albarracín, due sedi unite aeque principaliter, dall'11 agosto 1984
- Prelatura territoriale di Santo Cristo de Esquipulas unita aeque principaliter alla diocesi di Zacapa, dal 24 giugno 1986
- Diocesi di Emly unita aeque principaliter all'arcidiocesi di Cashel, dal 26 gennaio 2015